# Duferco
Duferco Group — швейцарская металлургическая компания. Штаб-квартира — в городе Лугано (Швейцария).
Основана в 1979 в Италии председателем её совета директоров Бруно Больфо.

## Деятельность
Duferco специализируется на производстве стального проката, торговле сталью и сырьём для её производства. Предприятия компании расположены в Италии, Бельгии, Франции, Северной Македонии, США, ЮАР.

### Совместное предприятие Duferco и НЛМК
Осенью 2006 Duferco создало совместное предприятие (Steel Invest & Finance S. A.) с российской компанией «Новолипецкий металлургический комбинат»). Duferco в оплату своей доли внесёт контрольные пакеты акций 22 своих компаний (включая заводы в Бельгии, Франции, Италии, а также сервисные центры во Франции, Бельгии и Чехии), а НЛМК — $805 млн деньгами. 

### Показатели деятельности
В 2005 компания продала 24 млн т стальной продукции. Выручка от продаж в 2005 — $7,7 млрд, EBITDA — $562 млн.